# Campeonato Mundial de Biatlón de 2005

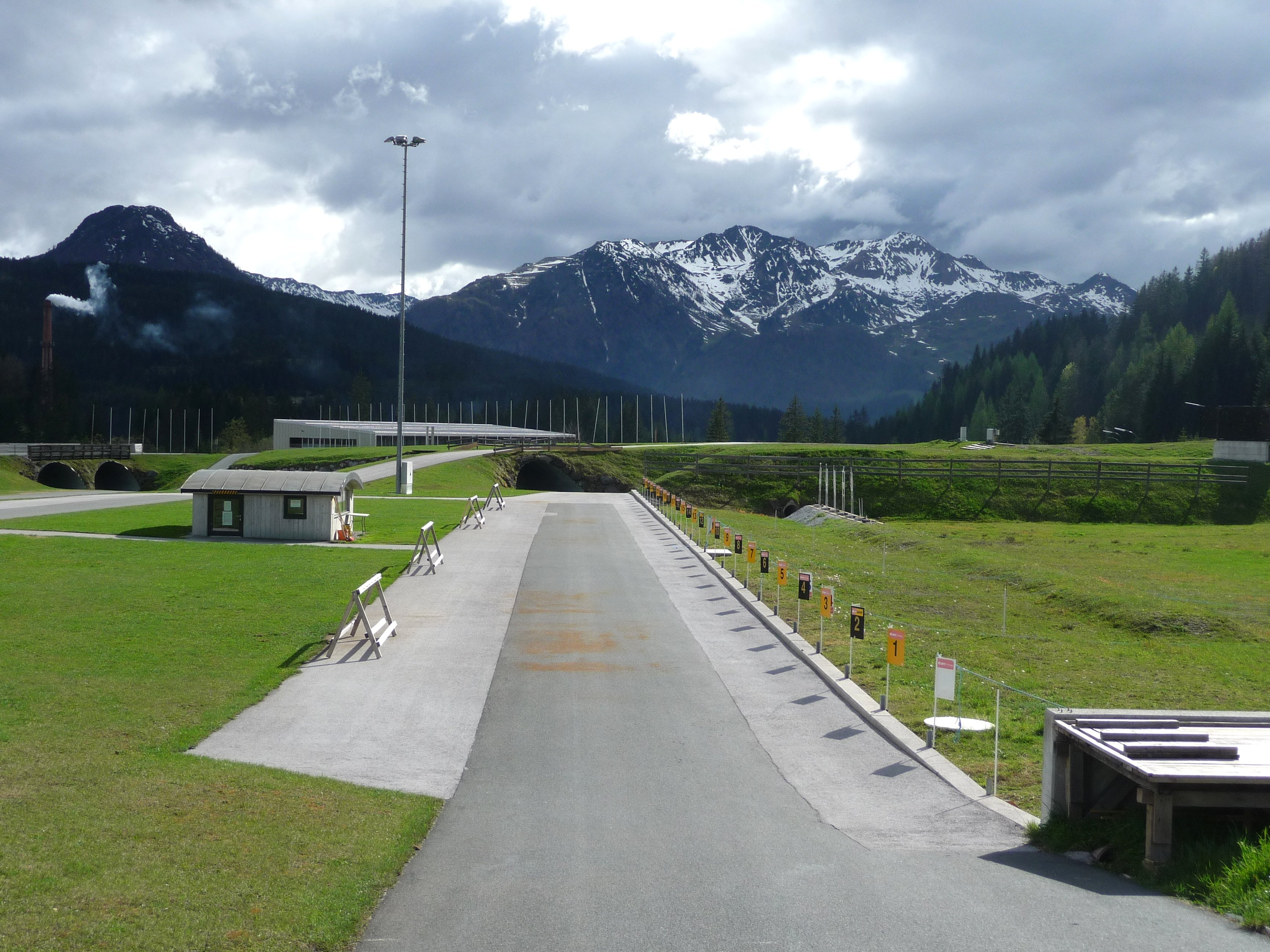
Estadio de biatlón Hochfilzen, Austria, en primavera.

El XLI Campeonato Mundial de Biatlón se celebró en la localidad alpina de Hochfilzen (Austria) entre el 4 y el 13 de marzo de 2005 bajo la organización de la Unión Internacional de Biatlón (IBU). Separadamente se realizó la prueba de relevo mixto en la localidad de Janty-Mansisk (Rusia) el 20 de marzo.

## Resultados

### Masculino
| Evento                        | Oro                                                                                           | Plata                                                                                       | Bronce                                                                                            |
| ----------------------------- | --------------------------------------------------------------------------------------------- | ------------------------------------------------------------------------------------------- | ------------------------------------------------------------------------------------------------- |
| 10 km velocidad (05.03)       | Ole Einar Bjørndalen · Noruega · 24:37,5                                                      | Sven Fischer · Alemania · 24:48,0                                                           | Ilmārs Bricis Letonia 25:01,5                                                                     |
| 20 km individual (09.03)      | Roman Dostál · República Checa · 1:00:24,5                                                    | Michael Greis · Alemania · 1:00,33,9                                                        | Ricco Groß · Alemania · 1:00:51,4                                                                 |
| 12,5 km persecución (06.03)   | Ole Einar Bjørndalen · Noruega · 36:41,4                                                      | Serguei Chepikov · Rusia · 37:20,7                                                          | Sven Fischer · Alemania · 37:32,2                                                                 |
| 15 km salida en grupo (13.03) | Ole Einar Bjørndalen · Noruega · 40:51,9                                                      | Sven Fischer · Alemania · 41:02,9                                                           | Raphaël Poirée Francia 41:12,5                                                                    |
| Relevos 4 × 7,5 km (12.03)    | Noruega · Halvard Hanevold · Stian Eckhoff · Egil Gjelland · Ole Einar Bjørndalen · 1:21:59,2 | Rusia · Serguei Rozhkov · Nikolai Kruglov · Pavel Rostovtsev · Serguei Chepikov · 1:22:25,4 | Austria · Daniel Mesotitsch · Friedrich Pinter · Wolfgang Rottmann · Christoph Sumann · 1:22:42,5 |

### Femenino
| Evento                          | Oro                                                                                   | Plata                                                                          | Bronce                                                                                           |
| ------------------------------- | ------------------------------------------------------------------------------------- | ------------------------------------------------------------------------------ | ------------------------------------------------------------------------------------------------ |
| 7,5 km velocidad (05.03)        | Uschi Disl · Alemania · 21,58,6                                                       | Olga Zaitseva · Rusia · 22:02,1                                                | Olena Zubrylova · Bielorrusia · 22:25,2                                                          |
| 15 km individual (08.03)        | Andrea Henkel · Alemania · 52,37,5                                                    | Sun Ribo China 53:07,7                                                         | Linda Tjørhom · Noruega · 53:11,8                                                                |
| 10 km persecución (06.03)       | Uschi Disl · Alemania · 33:32,5                                                       | Liu Xianying China 33:50,4                                                     | Olga Zaitseva · Rusia · 34:13,2                                                                  |
| 12,5 km salida en grupo (13.03) | Gro Istad Kristiansen · Noruega · 41:40,3                                             | Anna Carin Olofsson · Suecia · 41:44,0                                         | Olga Pyliova · Rusia · 41:48,7                                                                   |
| Relevos 4 × 6 km (11.03)        | Rusia · Olga Pyliova · Svetlana Ishmuratova · Anna Bogali · Olga Zaitseva · 1:13:44,4 | Alemania · Uschi Disl · Katrin Apel · Andrea Henkel · Kati Wilhelm · 1:14:25,8 | Bielorrusia · Yekaterina Ivanova · Olga Nazarova · Liudmila Ananka · Olena Zubrylova · 1:14:37,6 |

### Mixto
| Evento                              | Oro                                                                                       | Plata                                                                                | Bronce                                                                        |
| ----------------------------------- | ----------------------------------------------------------------------------------------- | ------------------------------------------------------------------------------------ | ----------------------------------------------------------------------------- |
| Relevos 2 × 6 km + 2 × 6 km (20.03) | Rusia · Olga Pyliova · Svetlana Ishmuratova · Ivan Cherezov · Nikolai Kruglov · 1:13:24,1 | Rusia · Anna Bogali · Olga Zaitseva · Serguei Chepikov · Serguei Rozhkov · 1:13:31,4 | Alemania · Uschi Disl · Kati Wilhelm · Michael Greis · Ricco Groß · 1:13:58,3 |

## Medallero
| Núm. | País            | Oro | Plata | Bronce | Total |
| ---- | --------------- | --- | ----- | ------ | ----- |
| 1    | Noruega         | 5   | 0     | 1      | 6     |
| 2    | Alemania        | 3   | 4     | 2      | 9     |
| 3    | Rusia           | 1   | 3     | 2      | 6     |
| 4    | República Checa | 1   | 0     | 0      | 1     |
| 5    | China           | 0   | 2     | 0      | 2     |
| 6    | Suecia          | 0   | 1     | 0      | 1     |
| 7    | Bielorrusia     | 0   | 0     | 2      | 2     |
| 8    | Austria         | 0   | 0     | 1      | 1     |
| 8    | Francia         | 0   | 0     | 1      | 1     |
| 8    | Letonia         | 0   | 0     | 1      | 1     |
|      | TOTAL           | 10  | 10    | 10     | 30    |